# Zadrujka
Zadrujka – dawny majątek. Obecnie część chutoru Łozówka na Białorusi, w obwodzie witebskim, w rejonie brasławskim, w sielsowiecie Druja.

## Historia
W czasach zaborów w gminie Druja, w powiecie dzisieńskim, w guberni wileńskiej Imperium Rosyjskiego. Pod koniec XIX wieku należał do dóbr Malkowszczyzna, własność Szaumanów.
W latach 1921–1945 zaścianek leżał w Polsce, w województwie wileńskim, w powiecie dziśnieńskim, od 1926 w powiecie brasławskim, w gminie Druja.
Według Powszechnego Spisu Ludności z 1921 roku zamieszkiwały tu 54 osoby, 33 były wyznania rzymskokatolickiego, 4 prawosławnego, a 17 mojżeszowego. Jednocześnie 34 mieszkańców zadeklarowało polską przynależność narodową, 3 białoruską, a 17 żydowską. Było tu 7 budynków mieszkalnych. W 1931 w 3 domach zamieszkiwało 14 osób.
Wierni należeli do parafii rzymskokatolickiej i prawosławnej w Drui. Miejscowość podlegała pod Sąd Grodzki w Drui i Okręgowy w Wilnie; właściwy urząd pocztowy mieścił się w Drui.